# Petur Hliddal
Petur Hliddal (* 1945) ist ein Tonmeister.

## Leben
Hliddal begann seine Karriere 1972 beim Fernsehen. Sein Spielfilmdebüt war im darauf folgenden Jahr Arthur Barrons Drama Jeremy. In der Folge war er an zahlreichen Film- und Fernsehfilmen sowie einigen Dokumentarfilmen beteiligt. Ab 1985 arbeitete er häufig an Filmen von Tim Burton, darunter Edward mit den Scherenhänden, Batmans Rückkehr und Batman Forever. Für letzteren Film war er 1996  für den Oscar in der Kategorie Bester Ton nominiert. Für sein Wirken an Martin Scorseses Filmbiografie Aviator war er 2005 zum zweiten Mal für den Oscar und erstmals für den BAFTA Film Award in der Kategorie Bester Ton nominiert. Für seine Arbeit für das Fernsehen erhielt er 1986 den Daytime Emmy; 2011 war er zudem für den Primetime Emmy nominiert.

## Filmografie (Auswahl)
- 1981: Schatz, du strahlst ja so! (Modern Problems)
- 1988: Das siebte Zeichen (The Seventh Sign)
- 1990: Edward mit den Scherenhänden (Edward Scissorhands)
- 1992: Batmans Rückkehr (Batman Returns)
- 1995: Batman Forever
- 1996: Die Jury (A Time to Kill)
- 1997: Batman & Robin
- 1999: Gottes Werk & Teufels Beitrag (The Cider House Rules)
- 2002: Die göttlichen Geheimnisse der Ya-Ya-Schwestern (Divine Secrets of the Ya-Ya Sisterhood)
- 2004: Aviator (The Aviator)
- 2005: Syriana
- 2007: Der Krieg des Charlie Wilson (Charlie Wilson’s War)
- 2010: Shutter Island
- 2014: The Return of the First Avenger (Captain America: The Winter Soldier)
- 2016: The First Avenger: Civil War (Captain America: Civil War)

## Auszeichnungen (Auswahl)
- 1996: Oscar-Nominierung in der Kategorie Bester Ton für Batman Forever
- 2005: Oscar-Nominierung in der Kategorie Bester Ton für Aviator
- 2005: BAFTA-Film-Award-Nominierung in der Kategorie Bester Ton für Aviator